# Ellendale (Minnesota)
Ellendale è un comune degli Stati Uniti d'America, situato nello Stato del Minnesota, nella contea di Steele.